# Margarita (coquetel)
A margarita  é um coquetel feito com 45 ml de tequila, sal, 22,5 ml sumo de limão e 22,5ml xarope de agave (22,5 ml de água mineral).

## Origem
A origem da margarita, bebida baseada em tequila, é mexicana. Tequila é uma cidade perto de Guadalajara, onde estão as principais destilarias dessa bebida, feita a partir de agave azul (que nada tem a ver com o cáctus saguaro – símbolo de quase tudo que vem do México –, presente, inclusive, em muitas taças de margaritas).

## Origem do nome
Há mais de uma versão para a origem do nome do drinque.Dentre elas temos:
- A estadunidense Margarita Sames tinha uma casa em Acapulco, onde na época os famosos de Hollywood passavam boas temporadas. Ela era uma das grandes socialites da época (1948) e recebia amigos como Lana Turner, Fred MacMurray, Nick Hilton (dos hotéis), John Wayne, etc. Uma vez a anfitriã foi desafiada a criar um coquetel: ela misturou Cointreau com tequila e suco de limão. Como na época era hábito tomar tequila precedida por uma pitada de sal, acrescentou o anel de limão e sal em volta da borda do copo. Foi um sucesso e ganhou o nome da anfitriã, Margarita!
- Rita Hayworth, cujo nome verdadeiro era Margarita Carmen Cansin, na juventude, antes de sua fama, se apresentava em Cassinos na vida noturna de Tijuana, México. Ali, um barman de nome Jodson Gutierrez criou o coquetel e o batizou em homenagem à atriz.
- Nos anos 40, havia um bar de estrada em Rosarita Beach na Baja California que era de propriedade de Danny Herrera. O local era frequentado por Katherine Hepburn, Ava Gardner e outras celebridades. Herrera criou o coquetel, uma maneira de suavizar o gosto forte da tequila, para conquistar uma certa Marjorie (Margarita em espanhol) King.